# جيريمي كامب
جيريمي كامب (بالإنجليزية: Jeremy Camp)‏ (و. 1978  م) هو مغني، وموسيقي أمريكي، ولد في لافاييت.

## روابط خارجية
- جيريمي كامب على موقع IMDb (الإنجليزية)
- جيريمي كامب على موقع ميوزك برينز (الإنجليزية)
- جيريمي كامب على موقع أول ميوزيك (الإنجليزية)
- جيريمي كامب على موقع ديسكوغز (الإنجليزية)
- جيريمي كامب على موقع قاعدة بيانات الفيلم (الإنجليزية)